# Nazionale maschile di beach soccer dell'Australia
La nazionale di beach soccer dell'Australia rappresenta l’ Australia nelle competizioni internazionali di beach soccer.

## Rosa
Aggiornata a febbraio 2018
| N. |                      | Ruolo | Calciatore               |
| -- | -------------------- | ----- | ------------------------ |
|    | Australia (bandiera) | P     | Simon Rhett Jaeger       |
|    | Australia (bandiera) | D     | George Souris            |
|    | Australia (bandiera) | C     | Peter John Creva         |
|    | Australia (bandiera) | D     | Daniel Luke Atkins       |
|    | Australia (bandiera) | C     | Antonio Michele Lastella |

| N. |                      | Ruolo | Calciatore             |
| -- | -------------------- | ----- | ---------------------- |
|    | Australia (bandiera) | C     | Demetrios Bakis        |
|    | Australia (bandiera) | A     | David Allen Zdrilic    |
|    | Australia (bandiera) | D     | Michael Matricciani    |
|    | Australia (bandiera) | A     | Ricardo Jorge da Silva |
|    | Australia (bandiera) | P     | Thomas Edward Hamilton |